# Pachycondyla castanea
Pachycondyla castanea is een mierensoort uit de onderfamilie van de Ponerinae. De wetenschappelijke naam van de soort is voor het eerst geldig gepubliceerd in 1865 door Mayr.